# إيزابيل ويذرز
إيزابيل ويذرز (بالإنجليزية: Isabel Withers)‏ هي ممثلة أمريكية، ولدت في 20 يناير 1896 في فرانكتون في الولايات المتحدة، وتوفيت في 3 سبتمبر 1968 في هوليوود في الولايات المتحدة بسبب مرض.

## وصلات خارجية
- إيزابيل ويذرز على موقع IMDb (الإنجليزية)
- إيزابيل ويذرز على موقع قاعدة بيانات الفيلم (الإنجليزية)